# Antti Juntumaa
Antti Juntumaa (ur. 10 lipca 1959 w Muonio) – były fiński pięściarz, uczestnik Letnich Igrzysk Olimpijskich w 1980 roku w Moskwie.

## Igrzyska Olimpijskie
Antti Juntumaa wystąpił na Igrzyskach Olimpijskich w Moskwie w 1980, w wadze papierowej. Na tych zawodach wystąpił w dwóch walkach, w pierwszej znokautował reprezentanta Etiopii Beruka Asfawa w drugiej walce przegrał 1-4 z reprezentantem Rumunii Dumitru Șchiopu, został ostatecznie sklasyfikowany na pozycji 9.